# Válka biskupů
Válka biskupů (anglicky Bishops' Wars, latinsky Bellum Episcopale) označuje dvě válečná střetnutí mezi Karlem I. a skotskými covenantery v letech 1639 a 1640, které byly předzvěstí následné anglické občanské války.

## Příčiny

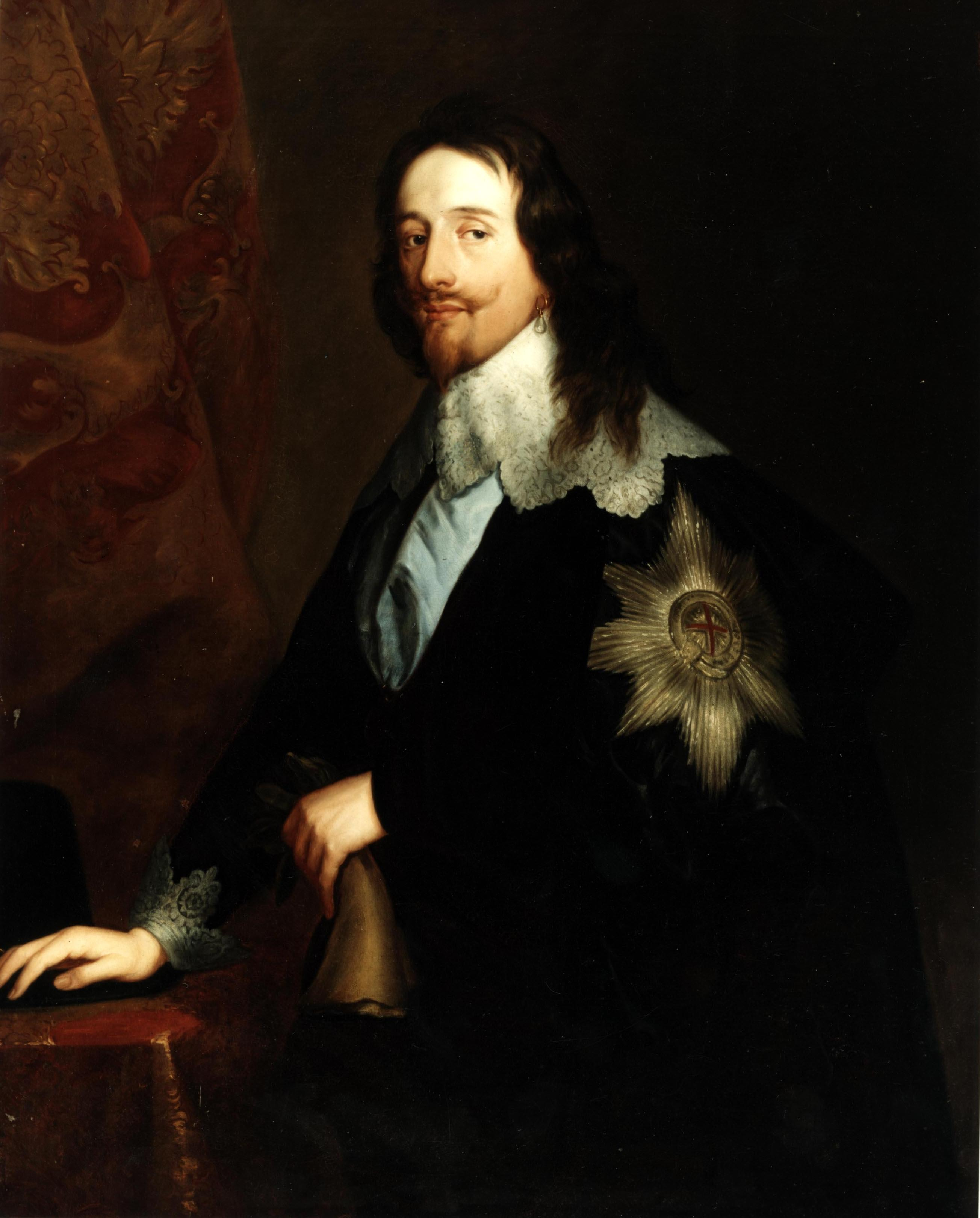
Karel I., hlavní aktér války biskupů

Skotská reformace roku 1591 položila základy změn skotské církve. Situace v následujících letech ale dospěla do stavu, kdy existovaly dvě skupiny – presbyteriáni (upřednostňující správu církve staršími a děkany) a episkopalisté (preferující vládu biskupů). První skupina byla představována radikálními ministry, zatímco druhá skupina obsahovala zastánce panovníka. Jakub I. na počátku 17. století zahájil jmenování jednotlivých biskupů.
Vzestup postavení biskupů způsobil nevraživost presbyteriánů v rámci církve ale také mezi skotskou aristokracií, která se obávala ztráty vlivu. Mnoho z nich trpělo ztrátou prestiže poté, co se král přestěhoval roku 1603 do Londýna, což vedlo mimo jiné k poklesu počtu výnosných úřadů ve Skotsku. Ve 30. letech toto napětí vzrostlo poté, co Karel I. jmenoval biskupy do tajné rady, orgánu spravujícího Skotsko. Roku 1635 byl dokonce arcibiskup John Spottiswood jmenován skotským kancléřem.
Krize vyvrcholila roku 1637, kdy se Karel I. rozhodl zavést anglikánskou Knihu obecných modliteb jako základní dokument pro skotskou církev a to bez jakékoli konzultace a přes odpor rady starších biskupů. V únoru 1638 vznikl národní covenant – dokument odmítající Karlovy reformy (zastánci tohoto názoru se nazývali covenanteři). V listopadu téhož roku se konalo v Glasgow valné shromáždění skotské církve a to odvolalo všechny biskupy. Karel požadoval odvolání tohoto rozhodnutí, což covenanteři odmítli.

## První válka biskupů
Pro Karla byla válka se Skotskem riskantní. Vládl bez parlamentu téměř dvanáct let a nemohl si tak nechat schválit financování válečného tažení. Snažil se proto vytvořit koalici proti covenantu z místní opozice ve Skotsku a vyžádal si podporu i z Irska. Skotové tak měli být napadeni zevnitř i zvenku. Jeho strategie byla smělá, ale její uplatnění bylo amatérské.
Nebyly vypracovány podrobné plány součinnosti, nebyly vyřešeny problémy se zásobováním, nebyly zajištěny dostatečné finanční zdroje a vojáci byli nezkušení a měli špatnou výzbroj. Skotské vojsko covenaterů bylo připraveno jen o něco lépe, ale jejich předností byla víra v to, že bojují za správnou věc. Vnitřní nepřátelé byli do června 1639 poraženi, když covenant zvítězil v bitvě u Bridge Dee, jediné velké bitvě války.
Na konci května dorazil Karel se svým vojskem k Berwicku. Vojáci měli málo jídla a rozšířila se mezi nimi úplavice. Počasí se zhoršilo a v širém okolí nebyly stromy, ze kterých by se daly postavit úkryty. Skotové na druhé straně hranice na tom nebyli o mnoho lépe, ale nechtěli riskovat přechod do Anglie, kde očekávali silný odpor. Jediným řešením této situace bylo jednání.
Poté, co Karel obdržel od Irů informaci o tom, že ho nepodpoří, a od hraběte z Bristolu návrh, aby pro podporu války svolal parlament, rozhodl se přijmout návrh Skotů na jednání. Obě strany se dohodly na rozpuštění vojska, a ačkoli Karel odmítl akceptovat výsledky všeobecného církevního sněmu, přislíbil na 20. srpen svolat nový sněm do Edinburghu. Mírová dohoda byla uzavřena 18. června.

## Potvrzení revoluce
Sněm v Edinburghu schválil závěry předchozího církevního sněmu z Glasgow. Jednání došlo i dál a odhalilo rozpory mezi covenantem a králem. Nebyl to už jenom zápas o církevní svobody, ale boj o moc. Episkopální systém byl zrušen a církevním hodnostářům bylo zakázáno působení ve státních úřadech. Jmenování biskupů bylo označeno v rozporu s božími zákony. Parlament, který se sešel nedlouho poté, tyto závěry potvrdil a ve Skotsku tak došlo k zrušení absolutní moci krále.
Pro Karla se jednalo o neakceptovatelnou situaci. Nemohl vládnout jako konstituční panovník v jednom království, zatímco v obou dalších jako absolutní monarcha. Pro Anglii byla tato situace vzorem, pro její rozvinutější právní systém. Pro Karla se svolání dalšího jednání anglického parlamentu stalo velmi nebezpečným.

## Druhá válka biskupů
Karel začal plánovat druhou invazi do Skotska. Z Irska povolal Wenwortha, kterého jmenoval hrabětem ze Staffordu a spolu s Williamem Laudem vytvořili hlavní mocenskou skupinu v královské radě. Karel měl k dispozici dopis Skotů pro Ludvíka XIII., v němž ho žádali, aby byl arbitrem jejich sporu s Karlem. To Karel považoval za důkaz jejich zrady. Když ale bylo svoláno jednání parlamentu v dubnu 1640, poslanci tomuto dopisu nevěnovali žádnou pozornost a soustředili se na kritiku Karlovy vnitrostátní politiky. Král nezískal podporu pro tažení do Skotska a parlament byl po třech týdnech rozpuštěn.
Neúspěch jednání anglického parlamentu povzbudil Skoty. Ti se podobně jako Karel začali připravovat na další válku. Bylo svoláno shromáždění zemských stavů (parlament bez královské autority) a byla jmenována vláda, která měl připravit obranu země. Podobně jako roku 1639 byla vnitřní opozice rychle poražena.
Karel během léta shromažďoval veškeré vojenské síly, které byl schopen zorganizovat, ale zůstával v Londýně. Podle informací, které měl, se neobával, že by Skotové překročili hranice. Covenantské vojsko podniklo 17. srpna překvapivý útok. Jejich vojsko překročilo hranice, vyhnulo se hlavnímu královskému vojsku, v bitvě u Newburnu se utkalo se severní části královských oddílů a obsadilo Newcastle upon Tyne. Tím zablokovalo dodávku uhlí do Londýna. Druhá válka biskupů skončila ještě dříve, než mohla začít.
Byla zahájena mírová jednání a Skotové trvali na účasti zástupců anglického parlamentu. V srpnu 1641 byla v Londýně podepsaná mírová dohoda. Karel odvolal všechna svá prohlášení proti Covenantu a akceptoval výsledky sněmu v Edinburghu. Skotům byl přiznán nárok na válečné reparace ve výši 30 000 liber a stáhli se ze severní části Anglie.